# Asemospiza
Asemospiza es un género de aves paseriformes perteneciente a la familia Thraupidae que agrupa a dos especies anteriormente incluidas en el género Tiaris. Habitan en bosques y selvas de Sudamérica y son denominadas comúnmente semilleros, espigueros, tordillos, entre otros.

## Taxonomía

### Descripción original
Este género fue descrito originalmente en el año 2016 por los ornitólogos Kevin J. Burns, Philip Unitt y Nicholas A. Mason. Su especie tipo es Fringilla fuliginosa (Asemospiza fuliginosa), la cual había sido descrita en el año 1831 por el explorador, etnólogo, entomólogo y naturalista germano Maximilian zu Wied-Neuwied.

### Etimología
Etimológicamente el término de género femenino Asemospiza deriva de las palabras en el idioma griego ἄσηΜος, que significa ‘sin marca", en referencia al plumaje monótono sin rayas de las 2 especies que lo componen) y σπσα (spiza), que es el nombre común del ‘pinzón vulgar’ (Fringilla coelebs), vocablo comúnmente utilizado en ornitología cuando se crea un nombre de un ave que es parecida a un pinzón.

### Historia taxonómica y relaciones filogenéticas
Las especies que integran el género Asemospiza fueron tradicionalmente incluidas en el género Tiaris, hasta que en los años 2010, publicaciones de filogenias completas de grandes conjuntos de especies de la familia Thraupidae basadas en muestreos genéticos, que incluyeron varios marcadores mitocondriales y nucleares, permitieron comprobar que formaban un clado filogenéticamente divergente de Tiaris olivaceus (la especie tipo del género), la cual es hermana de un grupo de géneros constituido por Coereba, los caribeños Euneornis, Loxigilla, Loxipasser, Melanospiza y Melopyrrha y de todas las especies de pinzones de Galápagos (Certhidea, Platyspiza, Camarhynchus y Geospiza, e incluyendo Pinaroloxias). Ante la ausencia de un nombre genérico viable para contener a este par de especies, se procedió a caracterizarlo y describirlo formalmente. Los cambios taxonómicos fueron aprobados por el Comité de Clasificación de Sudamérica (SACC) en la Propuesta N° 730 parte 4.
Burns et al. (2014) confirmaron fuertemente la monofilia del grupo de géneros descrito más arriba y propusieron el nombre de una subfamilia Coerebinae, para designarlo, a la cual el presente género, posteriormente creado, se integra.
Cladísticamente, Asemospiza es definido como los descendientes del antecesor en común de A. fuliginosa y A. obscura.

## Especies
Según las clasificaciones del Congreso Ornitológico Internacional (IOC) y Clements Checklist v.2019, el género agrupa a las siguientes especies con el respectivo nombre popular de acuerdo con la Sociedad Española de Ornitología (SEO):
| Imagen | Nombre científico     | Autor                          | Nombre común         | Estado de conservación |
| ------ | --------------------- | ------------------------------ | -------------------- | ---------------------- |
|        | Asemospiza fuliginosa | (Wied-Neuwied), 1831)          | semillero fuliginoso | LC                     |
|        | Asemospiza obscura    | (Lafresnaye & d'Orbigny, 1837) | semillero oscuro     | LC                     |

## Características y comportamiento
Las especies de Asemospiza poseen un tamaño pequeño (de 10 a 11 cm de longitud). Sus patrones cromáticos son modestos, negros o pardos dorsalmente y gris-oliváceos ventralmente. El pico recuerda al del género Sporophila, aunque es menos grueso, más cónico y la mandíbula está teñida de naranja. El género posee diez sinapomorfias moleculares a través de dos genes, en el citocromo b: C147G, C195T, C325T, C358A, A417G y C750T; para ND2: C211T, C345T,  C367T y C507A. Son aves confiadas, de hábitos semiterrícolas. Construyen un nido cerrado.

## Distribución y hábitat
Las especies de Asemospiza habitan en bosques y selvas tropicales y subtropicales de América del Sur, siendo las únicas Coerebinae restringidas a ese subcontinente. Se distribuyen desde Venezuela y las Guayanas por el norte, pasando por Brasil, Colombia, Ecuador, Perú, Bolivia y Paraguay hasta el nordeste y noroeste de la Argentina.